# Аграте (Новара)
Аграте (итал. Agrate) је насеље у Италији у округу Новара, региону Пијемонт.
Према процени из 2011. у насељу је живело 1035 становника. Насеље се налази на надморској висини од 333 м.